# Усатая кунья акула
Усатая кунья акула (лат. Furgaleus macki) — единственный вид хрящевых рыб рода усатых куньих акул семейства куньих акул отряда кархаринообразных. Эта распространённая акула обитает на континентальном шельфе у берегов австралийского континента от Западной Австралии до Бассова пролива на глубине около 220 м. Предпочитает каменистое или покрытое водорослями дно. Тело коренастое, почти «горбатое». Усатая кунья акула отличается от прочих акул своего семейства наличием усиков. Два крупных спинных плавника имеют одинаковый размер. Окрас серо-коричневый сверху, брюхо белое. Спина молодых акул покрыта седловидными тёмными отметинами. Максимальный размер 1,6 м.
Рацион в основном состоит из осьминогов. Размножается бесплацентарным живорождением. Самки приносят от 4 до 28 детёнышей ежегодно с августа по октябрь. Беременность длится 7—9 месяцев. Опасности для человека не представляет. Мясо употребляют в пищу. В большом количестве попадает в жаберные сети у побережья Западной Австралии. В 1970-х и начале 1980 годов количество этих акул существенно уменьшилось из-за перелова. В середине 80-х стали предпринимать меры по сохранению вида. C тех пор численность популяции стабилизировалась и даже возросла.

## Таксономия
Впервые научное описание этого вида было дано австралийским ихтиологом Гилбертом Перси Уайтли под названием Fur macki в 1943 году в выпуске научного журнала «Australian Zoologist». 3 Поскольку имя Fur уже использовалось для описания рода семейства двукрылых, в 1951 году Уайтли заменил его на Furgaleus. Типовой образец представляет собой неполовозрелого самца длиной 50 см, пойманного у побережья Виктории, Австралия. Акулы из западной части ареала некоторое время рассматривались как отдельный вид  Furgaleus ventralis, пока в ходе сравнительных исследований, проведённых Леонардом Компаньо не было обнаружено, что эти акулы ничем не отличаются от усатых куньих акул.
На основе морфологии Леонард Компаньо сгруппировал усатых куньих акул, суповых акул Hemitriakis, яго и гоголий в единую трибу внутри подсемейства Galeorhininae семейства куньих акул. В 2006 году, исследования, проведённые Дж. Андре Лопесом, подтвердили, что усатые куньи акулы и суповые акулы Hemitriakis являются сестринскими таксонами; исследование поставило близкое родство с яго под сомнение и исключило таковое в отношении гоголий.

## Ареал
Усатые куньи акулы являются эндемиками прибрежных вод Австралии. Они обитают в умеренных водах на континентальном шельфе от Норт-Уэст-Кейп, Западная Австралия, до Уинъярда, Тасмания. Особенно они распространены в юго-западной части своего ареала между Кэлбэррии и Албани, у берегов Виктории и Тасмании они встречаются редко. Вероятно, ареал населяет единая популяция. Эти донные рыбы держатся на глубине до 220 м. Они предпочитают каменистое и покрытое водорослями дно.

## Описание
У усатых куньих акул плотное тело, несколько «горбатое» в профиль. Короткое рыло закруглено, при взгляде сверху оно имеет клиновидную форму. От прочих представителей своего семейства они отличаются наличием кожных складок, предваряющих ноздри и переходящих в тонкие усики. Овальные глаза, вытянуты по горизонтали, расположены высоко на голове и оснащены рудиментарным третьим веком. Под глазами имеются выступающие гребни, а позади глаз расположены крошечные брызгальца. Рот образует короткую, широкую арку, по углам имеются длинные борозды. Во рту 24—32 верхних и 36—42 зубных ряда. Каждый верхний зуб оснащен острым центральным зубцом и маленькими латеральными зубцами, у нижних зубов латеральные зубцы отсутствуют. Имеются пять пар жаберных щелей.
Первый спинной плавник довольно крупный, сдвинут ближе к грудным, чем к брюшным плавникам. Его основание лежит между грудными и брюшными плавниками. Спинные плавники приблизительно одинакового размера. Основание второго спинного плавника расположено немного перед основанием анального плавника. Анальный плавник существенно меньше спинных плавников. Хвостовой плавник с маленькой нижней лопастью, у кончика верхней лопасти имеется вентральная выемка. Взрослые акулы окрашены в серо-коричневый цвет, брюхо светлое. Молодые акулы светлее, на спине и плавниках у них имеются тёмные седловидные отметины, которые с возрастом бледнеют и исчезают. Максимальный размер 1,6 м, максимальная масса тела 13 кг.

## Биология
Куньи акулы являются активными и узкоспециализированными хищниками. 95 % их рациона составляют осьминоги и лишь 5 % приходится на долю прочих головоногих. 9 Также у них в желудках можно обнаружить костистых рыб, маленьких настоящих лангустов, эхиур и морские травы. На этих акулах паразитирует ленточный червь Calliobothrium pritchardae.
Подобно прочим представителям семейства куньих акул усатые куньи акулы размножаются живорождением. Эмбрионы питаются желтком и, вероятно, вырабатываемым самкой гистотрофом. Самцы могут спариваться каждый год, в то время как у самок двухгодичный цикл размножения. Спаривание происходит в период с августа по сентябрь. Самки сохраняют сперму до конца января или начала апреля следующего года, когда созревают яйцеклетки. Спустя 7—9 месяцев с августа по октябрь на свет появляются от 4 до 28 новорожденных длиной 22—27 см. Количество детёнышей в помёте напрямую зависит от размера самки. Неполовозрелые акулы редко попадают в промышленные сети. Этот факт даёт возможность предположить, что природные питомники находятся на глубине, либо в местах, где добыча рыбы не ведётся. Первые 15—17 месяцев жизни акулята вырастают в 3 раза, быстрый рост продолжается до 3—4 лет. Половая зрелость у акул обоих полов наступает при длине 1,3—1,3 м, что соответствует 5 годам у самцов и 7 годам у самок. Взрослые акулы демонстрируют незначительный рост, поскольку все силы у них направлены на репродукцию. Максимальная продолжительность жизни составляет 15 лет.

## Взаимодействие с человеком
Не представляет опасности для человека. Мясо этих акул употребляют в пищу в свежем виде. Наряду с тёмной акулой и австралийской куньей акулой является объектом промышленного рыболовства в Западной Австралии. Добыча началась в 40-х годах XX века. До 70-х годов улов усатых куньих акул был невелик. Пик добычи приходится на 80-е годы, когда ежегодно вылавливалось до 400—600 тонн этих акул. В середине 80-х годов из-за перелова численность популяции сократилась до 30 %. Правительство Западной Австралии приняло меры по регулированию добычи усатых куньих акул, что позволило стабилизировать их численность. В результате Международный союз охраны природы (МСОП) присвоил ему статус сохранности «Вызывающий наименьшие опасения».